# Cassida sanguinosa
Cassida sanguinosa es un coleóptero de la familia Chrysomelidae.
Fue descrita científicamente en 1844 por Suffrian.